# Średnia Krokiew

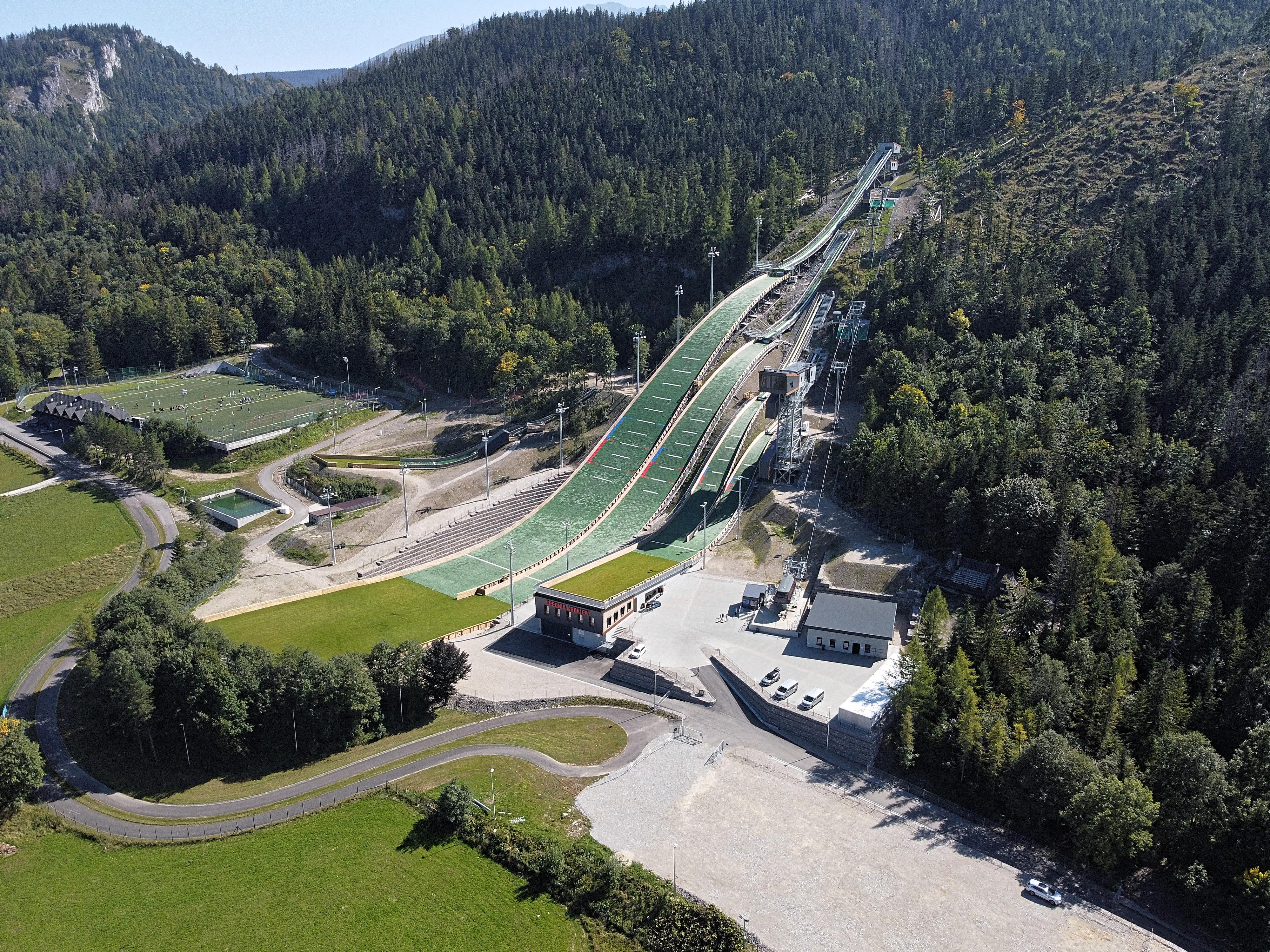
Widok z lotu ptaka.

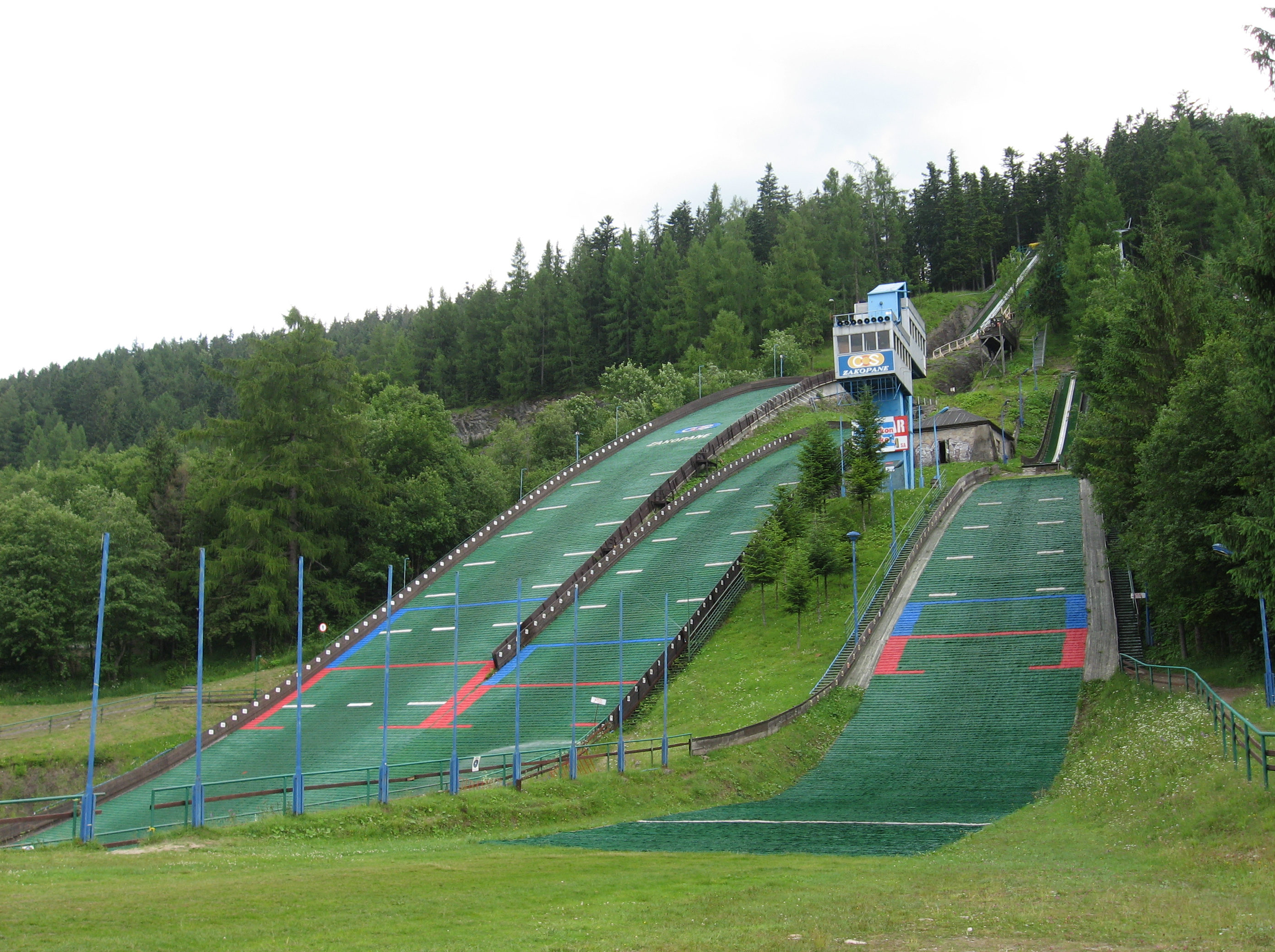
Średnia Krokiew w 2008 r.

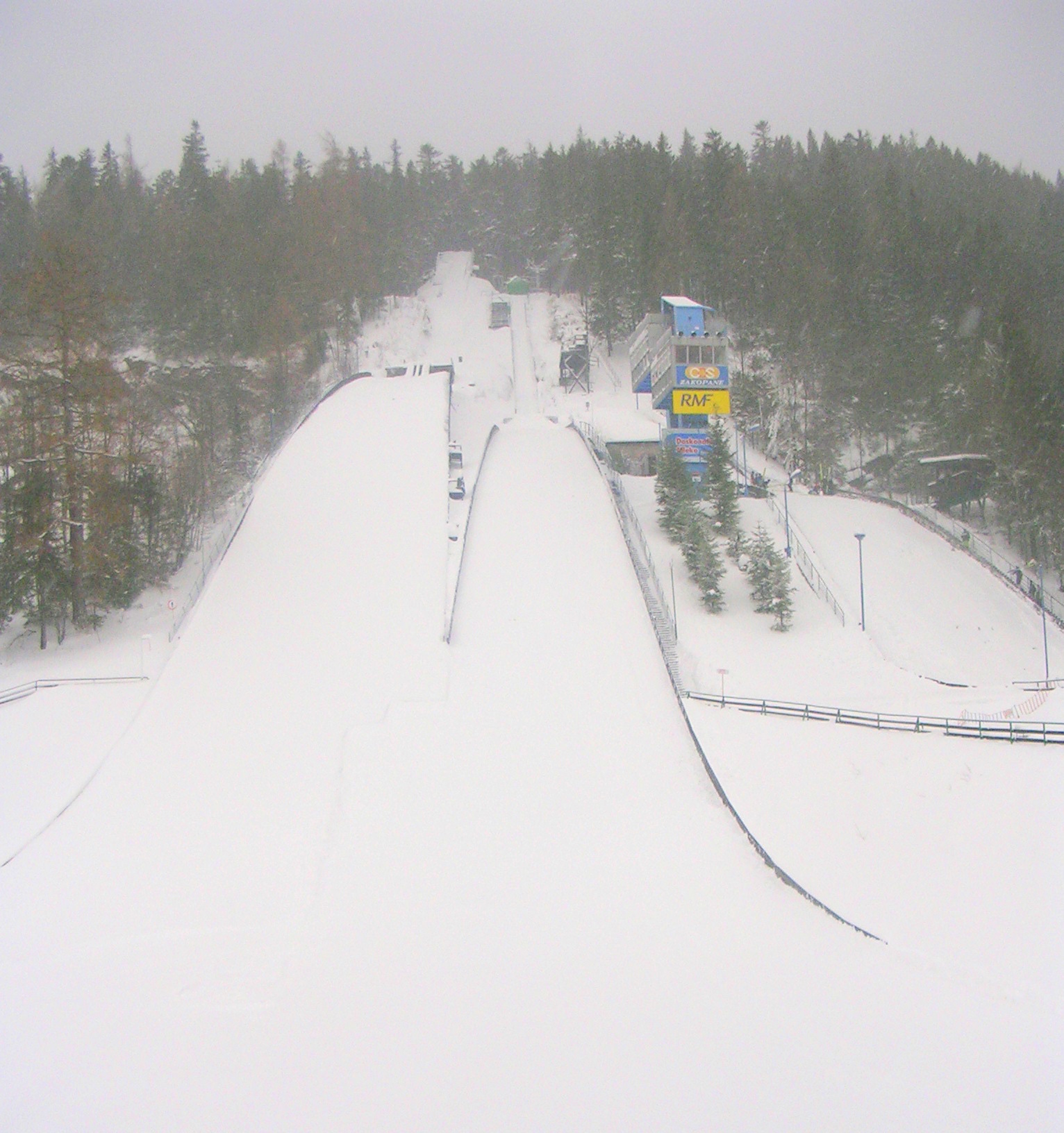
Średnia i Mała Krokiew w 2007 r.

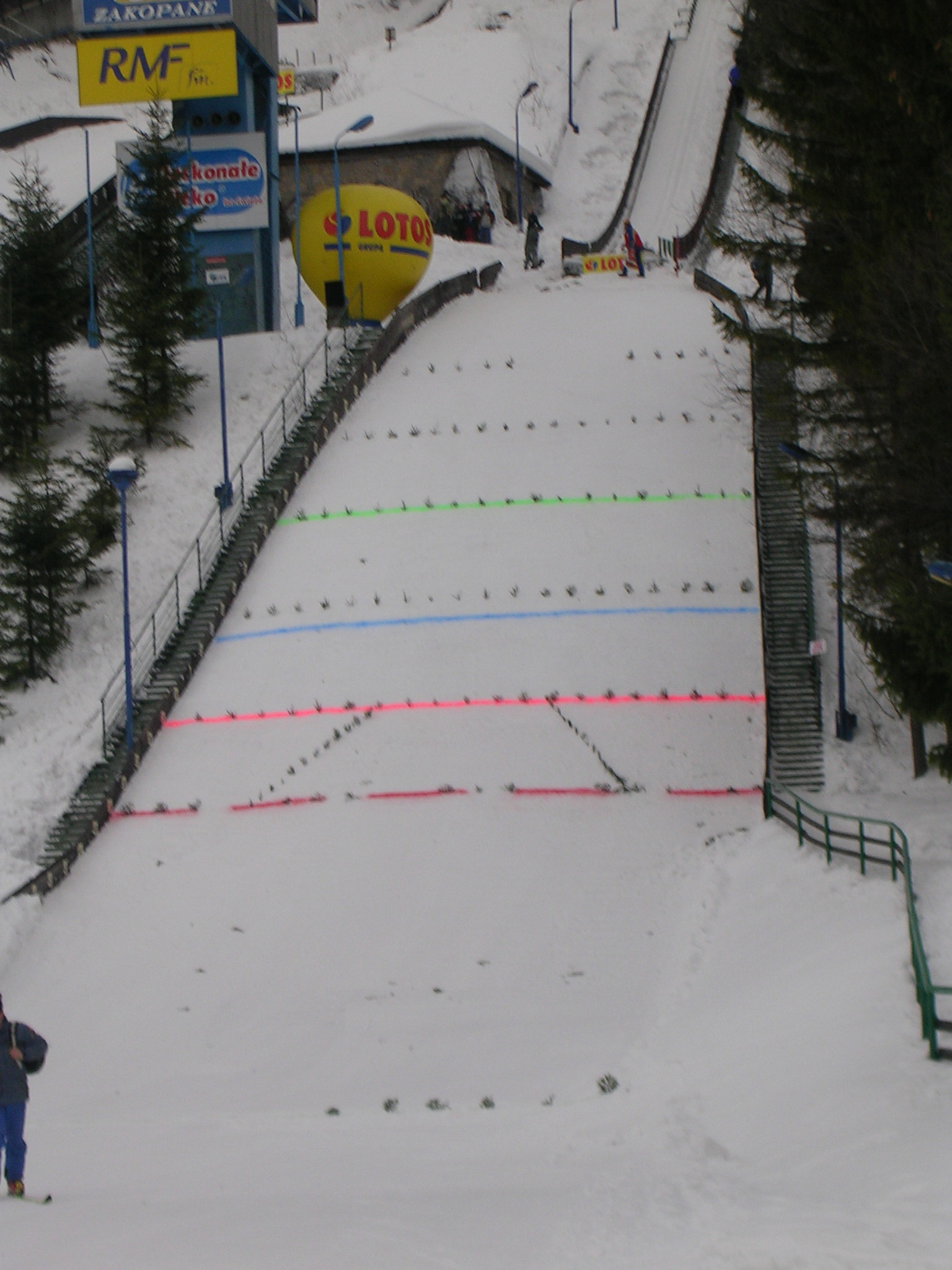
Maleńka Krokiew

Kompleks Średniej Krokwi im. Bronisława Czecha – kompleks pięciu skoczni narciarskich w Zakopanem, zlokalizowany na północnym stoku góry Krokiew (1378 m n.p.m.), na wysokości 1011 m n.p.m. Wchodzi w skład Ośrodka Przygotowań Olimpijskich w Zakopanem, a zarządza nim Centralny Ośrodek Sportu. W jego pobliżu usytuowana jest Wielka Krokiew.
W skład kompleksu wchodzą następujące obiekty:
1. Średnia Krokiew – normalna skocznia narciarska o punkcie konstrukcyjnym K95 i rozmiarze HS105;
2. Mała Krokiew – średnia skocznia narciarska o K64 i HS70;
3. Maleńka Krokiew – mała skocznia narciarska o K37 i HS40;
4. Skocznia – mała skocznia narciarska o K23 i HS 25;
5. Skocznia Adaś – obiekt o K15 i HS17.

Kompleks został oddany do użytku w 1950 r. Skocznie pokryte są igelitem od 1976 r., a w 2002 r. wymieniono go na nowy. Przez pewien czas obok Maleńkiej Krokwi istniała także skocznia K30 – Malutka Krokiew (w 2004 r. zdemontowano jej rozbieg). W lipcu 2008 r. - z okazji setnych urodzin Bronisława Czecha - obiekty nazwano jego imieniem, odsłaniając przy okazji pamiątkową tablicę. W ramach uroczystości odbył się Memoriał Bronisława Czecha, w którym wzięło udział 50 skoczków młodego pokolenia.
Na największej skoczni – Średniej Krokwi – odbywały się konkursy podczas mistrzostw świata w narciarstwie klasycznym (1962), Zimowych Uniwersjad (1993, 2001), czy wielokrotnie Mistrzostw Polski. W 1980 r. rozegrano na niej jeden z konkursów Pucharu Świata, a w 2008 r. i 2022 r. Mistrzostwa Świata Juniorów w narciarstwie klasycznym. Na mniejszych obiektach: Małej Krokwi (K65) oraz Maleńkiej Krokwi (K35) często przeprowadzane są zawody młodych skoczków, w tym Lotos Cup.
Oficjalny rekord skoczni wynosi 109 m, należy do Aleksandra Zniszczoła a ustanowiony został 19 października 2022 podczas drużynowych mistrzostw Polski.

## Przebudowa
Na początku 2013 r. skocznia straciła homologację FIS i odtąd nie mogły odbywać się na niej zawody międzynarodowe. Określono wówczas, że ponowne uzyskanie homologacji będzie możliwe dopiero po przebudowie obiektu, w wyniku której jej punkt konstrukcyjny będzie wynosił co najmniej 95 metrów. Pomimo tego delegat FIS-u, który pod koniec 2013 r. wizytował Zakopane stwierdził, że obiekt pomimo przestarzałego profilu spełniał wymogi Międzynarodowej Federacji Narciarskiej. Ogłoszono, iż Średnia Krokiew otrzyma homologację ważną przez pięć lat. W listopadzie 2013 r. dyrektor generalny Centralnego Ośrodka Sportu w Warszawie ogłosił, iż Ministerstwo Sportu zapewni środki pieniężne potrzebne do przebudowy obiektu oraz że planowane oddanie nowych skoczni do użytku nastąpi w latach 2016–2017. Koszt przebudowy oszacowano na ok. 50 mln zł. W grudniu 2013 r. przestał funkcjonować wyciąg w kompleksie Średniej Krokwi, kiedy to lina wyciągu została uszkodzona przez spadające drzewo. W październiku 2014 r. podano do wiadomości, iż zostało wydane zezwolenie na modernizację kompleksu Średniej Krokwi. Mimo tego w ciągu następnych dwóch lat nie doszło do rozpoczęcia prac. Problemy w kwestiach formalnych, uniemożliwiające rozpoczęcie przebudowy kompleksu, uzasadniano faktem, iż właścicielami terenów są Tatrzański Park Narodowy, Centralny Ośrodek Sportu oraz wiele podmiotów prywatnych. W 2016 r. Centralny Ośrodek Sportu porozumiał się z Tatrzańskim Parkiem Narodowym w sprawie użyczenia gruntów, na terenie których znajduje się kompleks Średniej Krokwi, na 20 lat, lecz nieuregulowana pozostała kwestia działki należącej do prywatnego właściciela. W grudniu 2016 r. zakończono remont niedziałającego od równo 3 lat wyciągu, lecz nie zostało wydane pozwolenie na użytkowanie. Wyciąg dopuszczono do eksploatacji 10 lipca 2018, z kolei dzień później (11 lipca 2018) udostępniono go do użytku skoczkom i dwuboistom. Modernizacja obiektu ujęta była w programie długoletnim na lata 2019–2020 lub do 2022 r.. W październiku 2018 r. ogłoszono, że na przebudowę całego kompleksu zostanie przeznaczone 50 milionów złotych, a w jej ramach powstanie piąta skocznia o rozmiarze HS-28. W styczniu 2019 r. Centralny Ośrodek Sportu rozstrzygnął przetarg na modernizację kompleksu oraz budowę nowego wyciągu, natomiast w marcu 2019 r. podpisano umowę na realizację inwestycji. W czerwcu 2019 r. teren budowy został przekazany wykonawcy. Projekt skoczni i całej infrastruktury wykonała spółka Archigeum - Pracownia Reżyserii Architektury z Zielonki pod Bydgoszczą. Oficjalne otwarcie przebudowanego kompleksu nastąpiło 9 lipca 2021. Łączny koszt inwestycji wyniósł ok. 52 mln zł. Wcześniej istniejące obiekty K-85, K-65, K-35, K-15 po modernizacji uzyskały punkty konstrukcyjne odpowiednio K-95, K-64, K-37, K-15, oraz została zbudowana nowa skocznia o punkcie konstrukcyjnym K-25. Kompleks został wyposażony m.in. w igelit, sztuczne oświetlenie, system sztucznego naśnieżania, szatnie i salę treningową, a cztery największe obiekty w sztucznie mrożone tory najazdowe. Pierwszymi zawodami po modernizacji obiektów miały być letnie mistrzostwa Polski w skokach narciarskich zaplanowane na 9 lipca 2021, ale ze względu na warunki pogodowe zostały one odwołane. Pierwsze zawody międzynarodowe przypadły na sobotę 29 stycznia 2022, kiedy to na zakopiańskiej arenie zagościły zawody rangi FIS Cup. Podczas nich został ustanowiony nowy rekord Średniej Krokwi. Po 13 latach rekord Tomasza Byrta poprawił Słoweniec Patrik Vitez śrubując wynik na odległość 102 metrów. W czasie igrzysk europejskich Kraków-Małopolska 2023, nowy oficjalny rekord Średniek Krokwi skokiem na odległość 108 metrów ustalil Szwajcar Gregor Deschwanden.

## Parametry skoczni normalnej
- Punkt konstrukcyjny: 95 m[24]
- Wielkość skoczni (HS): 105 m
- Nachylenie progu° 10,5°
- Nachylenie najazdu: 35°

## Rekordy skoczni
| Lp. | Dzień           | Rok  | Zawodnik             | Odległość | Zawody                                      | Uwagi                   |
| --- | --------------- | ---- | -------------------- | --------- | ------------------------------------------- | ----------------------- |
| 1.  | brak danych     | –    | Stanisław Bobak      | 78,5 m    |                                             |                         |
| 2.  | 15 marca        | 1975 | Bernd Eckstein       | 78,5 m    |                                             | wyrównanie rekordu      |
| 3.  | 15 marca        | 1975 | Henry Glaß           | 79,5 m    |                                             |                         |
| 4.  | 15 marca        | 1975 | Stanisław Bobak      | 79,5 m    |                                             | wyrównanie rekordu      |
| 5.  | 23 stycznia     | 1983 | Bogdan Zwijacz       | 81 m      |                                             |                         |
| 6.  | 15 sierpnia     | 1999 | Dirk Else            | 93,5 m    | Puchar Kontynentalny                        |                         |
| 7.  | 10 lutego       | 2001 | Łukasz Kruczek       | 93,5 m    | Uniwersjada                                 | wyrównanie rekordu      |
| 8.  | 27 lutego       | 2008 | Łukasz Rutkowski     | 94 m      | Mistrzostwa świata juniorów                 |                         |
| 9.  | 8 października  | 2009 | Tomasz Byrt          | 94,5 m    | Letnie mistrzostwa Polski seniorów, trening | rekord nieoficjalny     |
| 10  | 19 października | 2022 | Aleksander Zniszczoł | 109 m.    | Letnie mistrzostwa Polski, konkurs          |                         |
| 11  | 28 czerwca      | 2023 | Gregor Deschwanden   | 108 m     | Igrzyska Europejskie                        | rekord letni, oficjalny |

## Adaś

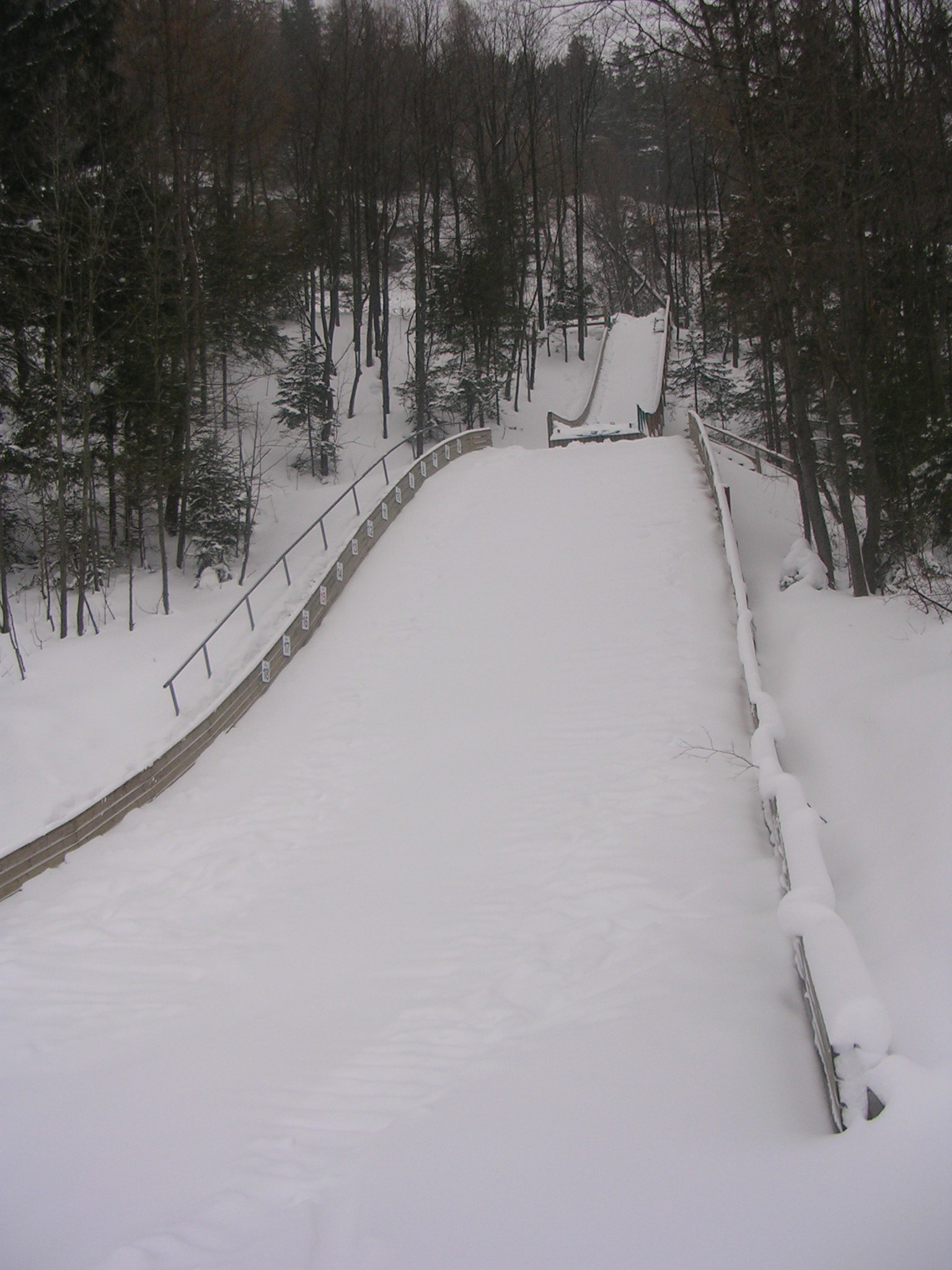
Skocznia Adaś.

Adaś – najmniejsza skocznia narciarska w Zakopanem o punkcie konstrukcyjnym K15 i rozmiarze HS18, położona niedaleko kompleksu Średniej Krokwi, nazwana na cześć Adama Małysza. Wybudowana w 2004 r., wyposażona w igelit. Na skoczni trenują najmłodsi skoczkowie i skoczkinie Wisły Zakopane oraz WKS Zakopane. Żeby się na nią dostać, trzeba przejść przez wybieg Małej i Średniej Krokwi, co ze względów bezpieczeństwa powinno mieć miejsce tylko wtedy, gdy nie są one używane. Skocznia została przebudowana w latach 2019–2021 w ramach przebudowy kompleksu Średniej Krokwi.

### Informacje o skoczni
Sporządzono na podstawie materiału źródłowego.
- Rok konstrukcji – 2004
- Punkt konstrukcyjny – 15 m
- Punkt HS – 18 m
- Rekord skoczni: – 18,5 m –  Dawid Jarząbek (01.01.2009)

### Rekordy skoczni
| Lp. | Data             | Zawodnik                                   | Odległość | Uwagi              |
| --- | ---------------- | ------------------------------------------ | --------- | ------------------ |
| 1.  | 25 września 2004 | Krystian Karpiel                           | 16,0 m    | Pierwszy rekord    |
| 2.  | 26 września 2004 | Krystian Karpiel                           | 16,5 m    |                    |
| 3.  | 23 grudnia 2004  | Krystian Karpiel Bartosz Gąsienica-Laskowy | 17,0 m    |                    |
| 4.  | 23 grudnia 2005  | Krzysztof Leja                             | 17,5 m    |                    |
| 4.  | 28 grudnia 2005  | Krzysztof Leja                             | 17,5 m    | Wyrównanie rekordu |
| 5.  | 22 grudnia 2007  | Andrzej Pałasz                             | 17,5 m    | Wyrównanie rekordu |
| 6.  | 1 stycznia 2009  | Dawid Jarząbek                             | 17,5 m    | Wyrównanie rekordu |
| 7.  | 1 stycznia 2009  | Dawid Jarząbek                             | 18,5 m    | Aktualny rekord    |